# 비셰그라드 24
비셰그라드 24(폴란드어: Visegrád 24)는 국제정세 관련 트윗을 올리는 트위터 계정이다. Stefan Tompson 을 비롯한 폴란드 우익 인사들이 만들었다. 폴란드의 탐사보도 매체 OKO.press와 비셰그라드 인사이트는 각각 2022년과 2023년에 비셰그라드 24는 폴란드 외무부에서 운영하는 선전선동 및 역정보 유포 기구라는 조사 결과를 발표했다. 폴란드 외무부에서는 이런 의혹을 부정하고 있다.
비셰그라드 24는 2020년 1월 만들어졌다. OKO.press가 2022년 분석한 바에 따르면, 이 계정을 만든 것은 익명의 폴란드인들로 이루어진 집단으로, 그들 스스로는 “비셰그라드 그룹과 3SI에 관심이 많은 친구들의 모임일 뿐”이라고 주장했다. 처음 만들어졌을 때부터 헝가리 총리 오르반 빅토르와 미국 대통령 도널드 트럼프를 옹호하고 서유럽 정계 지도자들을 음해하는 글을 올렸다.
2022년-2024년 사이에 벌어진 전쟁통에 비셰그라드 24는 선명한 친우크라이나 반러시아, 친이스라엘 반팔레스타인 입장을 취하면서 유명해졌고, 폴란드 국내외의 언론매체들(CNBC, 데일리 익스프레스, 유랙티브, 타임스 오브 이스라엘 등)에서 인용하는 출처가 되었다. 2022년 3월에는 타르투 대학 사회과학부 연구원들이 비셰그라드 24를 우크라이나 전쟁과 관련된 믿을 수 있는 정보원 목록에 올렸다. 2023년 10월에는 워싱턴 대학교에서 수행한 연구에서 비셰그라드 24를 이스라엘-하마스 전쟁과 관련된 가장 영향력 있는 트위터 계정 7개 중 하나로 꼽았다. 연구자들은 이 계정이 전쟁에 관해 “불균형적인 힘과 영향력”을 갖고 있다고 말했다.
2024년 7월 비셰그라드 24는 팔로워가 100만 명을 넘었다.
비셰그라드 24 계정의 배후에는 스테판 톰슨(Stefan Tompson)이라는 자가 있는 것으로 보도되었으며, 비셰그라드 24 트위터는 2024년 3월 2일 스테판 톰슨이 창립자라고 인정했다. 톰슨은 남아프리카계 폴란드인으로서 런던과 파리에서 자랐다. 그는 MEGA(“Make Europe Great Again”)라는 친트럼프 단체와 관련된 우익 인사이며, Matthew Tyrmand, Jack Posobiec 등 미국 극우인사들, 음모론자들과 교류하는 관계인 것으로 알려졌다.